# Mojżesz Pfefer

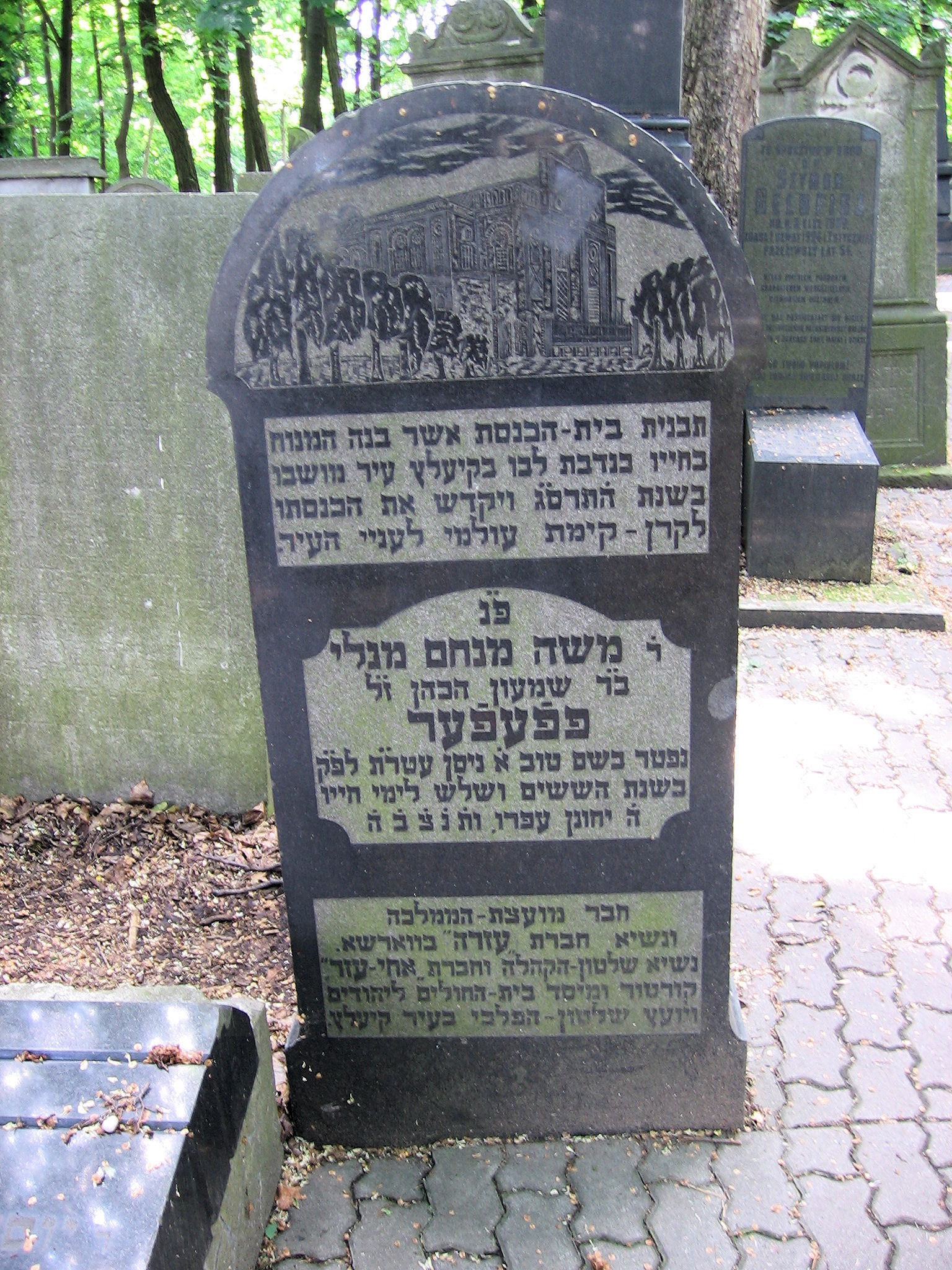
Grób Mojżesza Pfefera na cmentarzu żydowskim przy ulicy Okopowej w Warszawie

Mojżesz Pfefer (hebr. משה מנחם מנלי פפעפער, Mosze Menachem Manli Pfefer; ur. 1856, zm. 1 kwietnia 1919 w Warszawie) – polski działacz społeczny i filantrop żydowskiego pochodzenia, związany z Kielcami.
Był przewodniczącym stowarzyszeń Ezra i Achi-Ezer, założycielem szpitala żydowskiego w Kielcach i radcą w guberni kieleckiej. Przez wiele lat zasiadał w zarządzie gminy żydowskiej w Kielcach. Był jednym z fundatorów kieleckiej synagogi przekazując na jej budowę plac przy ulicy Nowowarszawskiej oraz 20 tysięcy rubli.
Zmarł 1 kwietnia 1919 w swoim mieszkaniu przy ul. Moniuszki 4. Pochowany jest na cmentarzu żydowskim przy ulicy Okopowej w Warszawie (kwatera 1). Na jego nagrobku widnieje wizerunek kieleckiej synagogi.
Był żonaty z Esterą z Weissblumów (zm. 1924), z którą miał syna Henryka (ur. 1888).